# 饵丝

生的大理饵丝

饵丝是中國云南的米粉類食品。方形截面，外观洁白，偶有麸皮夹入其中。质感厚实，煮熟后仍有很好的弹性。滇西和滇西北人比较爱好吃饵丝。著名的饵丝有以耐储存出名的腾冲饵丝、厚实的大理饵丝。
饵丝有粗细之分，粗饵丝是直接煮熟，而细饵丝最美味的做法是蒸，可伴以生菜。